# Vlăhița
Vlăhița ( escolta (?·pàg.), en hongarès: Szentegyháza, pronunciat [ˈSɛntɛchaːzɒ]), fins al 1899 Szentegyházas-Oláhfalu) és una ciutat del comtat de Harghita (Romania). Es troba a la terra de Székely, una regió etno-cultural a l'est de Transsilvània.
La ciutat administra dos pobles:
- Băile Homorod / Homoródfürdő
- Minele Lueta / Szentkeresztbánya

El seu nom romanès és d'origen eslau, que significa "petit valac", mentre que el seu nom hongarès significa "Església del Sant".

## Història
A l'època romana, un fort romà funcionava al proper Băile Homorod.
Vlăhița (Oláhfalu) es va esmentar per primera vegada com a assentament romanès (Villa Olachalis). La ciutat formava part de la zona de la Terra Székely de la província històrica de Transsilvània. Va pertànyer a Udvarhelyszék fins a la reforma administrativa de Transsilvània el 1876, quan va caure dins del comtat d'Udvarhely de l'Àustria-Hongria. Després del tractat de Trianon de 1920, va passar a formar part de Romania i va caure dins del comtat d'Odorhei durant el període d'entreguerres.
El 1940, el segon Arbitratge de Viena va atorgar el nord de Transsilvània a Hongria i fou ocupat per Hongria fins al 1944. Després de l'ocupació soviètica, l'administració romanesa va tornar i l'assentament va passar a formar part oficialment de Romania el 1947. Entre 1952 i 1960, la ciutat va caure dins la regió autònoma magiar, entre 1960 i 1968 la regió autònoma Mureș-Magyar. El 1968, la província va ser abolida i, des de llavors, la ciutat forma part del comtat de Harghita.

## Demografia
La ciutat té una població total de 6.820 habitants, dels quals 6.749 (98,96%) són hongaresos de Székely, cosa que la converteix en la ciutat amb la proporció més alta d'hongaresos de Romania (cens del 2011).

## Ubicació
La ciutat està situada entre Odorheiu Secuiesc i Miercurea-Ciuc. La seva altitud de 860 m la converteix en la ciutat més alta del comtat de Harghita.

## Cultura
La ciutat és famosa per la seva Orquestra Infantil (Filarmonica de nens / Gyermekfilharmónia), en la qual més de 140 joves canten i toquen instruments.

## Ciutat agermanada
- Szarvas, Hungary (1994)